# Иглулик

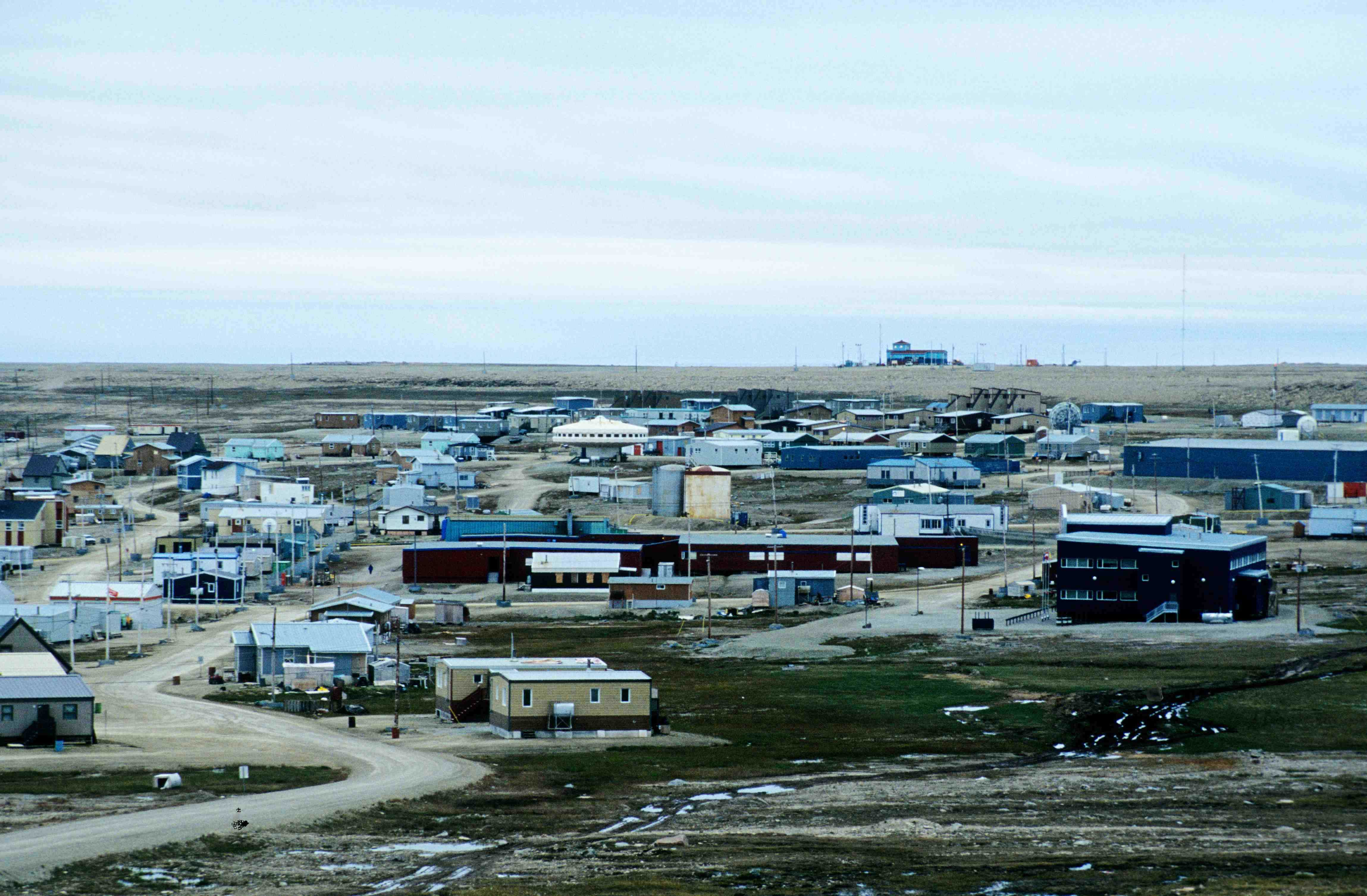
Вид на поселение

Иглули́к (Igloolik) — эскимосский (инуитский) населённый пункт на маленьком одноимённом острове в заливе Фокс, расположенном недалеко от полуострова Мелвилл и острова Баффинова Земля, в районе Кикиктани территории Нунавут, Канада. Площадь поселения составляет 102,87 км². Численность населения — 2000 (2013). Плотность населения — 19 человек на  км² (2013). Средний годовой доход на одну семью — $35 904 (2001).
С инуктитута (восточно-канадского эскимосского языка) Igloolik переводится как «здесь стоит иглу» и местные жители называют себя Iglulingmiut (в переводе с эскимосского miut — «люди»).

## История
Информация о самых ранних поселенцах Иглулика известна благодаря многочисленным археологическим находкам. Возраст некоторых из них более 4000 лет. Первый контакт с европейцами произошёл, когда корабли Военно-морского флота Великобритании «Фьюри» и «Гекла» под командованием капитана Уильяма Эдуарда Парри перезимовали в Иглулике в 1822 году. В 1867 и в 1868 году остров посетил американский исследователь Чарльз Френсис Холл, искавший выживших членов экспедиции Джона Франклина.
В 1913 году остров посетил Альфред Тремблей, французско-канадский золотоискатель, с экспедицией капитана Джозефа Бернье к населённому пункту Понд-Инлет, а в 1921 году — один из членов Пятой экспедиции Туле Кнуда Расмуссена. Первое постоянное присутствие «южан» связано с римско-католической миссией 1930 года. К концу десятилетия Компания Гудзонова залива также основала своё торговое поселение на острове. Такие не туземные учреждения, как канадская конная полиция, дневная школа и клиника существовали прежде, чем они появились в других близлежащих населённых пунктах.
В антропологии эскимосов Иглулика обычно относят к эскимосам острова Баффинова Земля или острова Саутгемптон.

## Климат
Иглулик расположен в зоне полярного климата, среднесуточная температура воздуха отрицательна в течение девяти месяцев в году. Среднегодовая температура −13,3 °C. Самый холодный месяц — февраль (среднесуточная температура −31,8 °C), самый тёплый месяц — июль (среднесуточная температура +7,4 °C). Самая высокая зафиксированная температура +24,5 °C, самая низкая −47,0 °C. Годовая норма осадков 222 мм, количество дней с осадками (выше 0,2 мм) в течение года составляет в среднем 89,3. Среднегодовая относительная влажность воздуха 77,8 %.